# Les Nounous (série télévisée)
Les Nounous est une série télévisée ivoirienne écrite par Casimir Guelaté Lystoi'r et Stéphane Gando, produite et co-réalisée par Franck Vléhi. Elle est diffusée sur la chaîne de télévision A+ Ivoire, le 18 Septembre 2024.
La série fait voyager les téléspectateurs dans un univers: celui des femmes de ménages en générale mais particulièrement dans la vie de ces six nounous (Affoué - Tatiana - Emma - Douty - Aïcha et Stéphanie). On y retrouve de nombreux acteurs dont: Jimmy Koy, Akakpo Fortuné, Arthur Longville et bien d'autres.    

## Saison 1

### Présentation
Les Nounous, produite et co-réalisée par Franck Vléhi, est une série télévisée  ivoirienne. Cette série à la fois comique et dramatique de 50 épisodes d'une durée de 26 minutes est diffusée à 15h00, du lundi au vendredi sur la chaîne de télévision A+ Ivoire, le 18 Septembre 2024,.
L'avant-première de ce film est projetée le jeudi 14 novembre 2024 à en exclusivité au cinéma Pathé Cap Sud d’Abidjan,.  

### Synopsis
La série Les nounous transporte au cœur d'une cité bourgeoise d'Abidjan dans laquelle travaille six servantes: Stéphanie, Dotty, Emma, Affoué, Aïcha et Tatiana. Ces femmes aux caractères diverses et complémentaires, partagent le quotidien de plusieurs familles. Elles doivent pouvoir assurer à tous les niveaux. Entres obligations professionnelles et ambitions personnelles sans oublier les caprices des enfants et les ragots sur la vie dans la cité. Tout au cours de la série l'on explore les liens riches et contrastés entre les nounous, mêlant compétition, solidarité, amitié et moments émouvants. En révélant les défis et certains aspects méconnus du quotidien des ces femmes de ménage, Les Nounous souligne importance de ces dernières au sein des familles et les interactions humaines qui en résultent.

## Fiche technique
- Titre original: Les Nounous
- Réalisateurs: Franck Vléhi
- Producteur: Franck Vléhi (Lully Grâce Production)
- Format: 50 épisodes x 26 minutes
- Nombre de saison: 1
- Nombre d'épisodes: 50
- Genre: Drame, suspense, comique
- Pays d'origine: Côte d'Ivoire
- Langue originale: Français
- Période de tournage: 02 Juillet 2024 - 14 Novembre 2024
- Date de diffusion: 18 novembre 2024
- Fin de diffusion: 20 décembre 2024
- Diffuseur: A+ Ivoire

## Distribution
On joué dans cette série:
- Marie-Odile Gondo dans le rôle de Dotty
- Akakpo Massé Fortuné pour le personnage de Moiké Pascal
- Eva Guéhi pour Affoué
- Arthur Longville dans le rôle de M. Coulibaly
- TAHI NADÈGE CORINE alias Loupita en tant que Mme. Coulibaly
- Maelys M‘Bahia dans le rôle de Natacha
- Cécile Pango dans le rôle de Emma
- Stéphanie Aya en tant que Stéphanie, la nounou de la famille Coulibaly
- Serges Grah Olivier
- Franck Vléhi dans le rôle de Rémi, le tonton de Affoué
- Gema Lendongo
- Salomé Kompaoré
- Jimmy Koy
- Fauve Dominique Yapi
- Mikan Koné
- Bienvenue Koffi
- Tchoutchou
- Ismaël Radji en tant que André